# Пальмерин Оливский
«Пальмери́н Оли́вский» (исп. Palmerín de Oliva) — анонимный испанский рыцарский роман, вышедший в 1511 году.
В «Пальмерине» доминирует тенденция к чистой развлекательности, и Сервантес подверг его аутодафе («Оливку эту нужно сейчас же изничтожить и сжечь, так чтобы и пепла от неё не осталось».— «Дон Кихот», I, VI). Идеал «Пальмерина» аристократичен по форме и общедоступен по содержанию.

## Сюжет
Гриана, дочь константинопольского императора, обещанная наследнику венгерского престола Тарисио, любит Флорендоса, македонского принца. Попытка Флорендоса взять Гриану увозом прервана ревнивым Тарисио. Любовники разлучены, и Гриана с сокрушенным сердцем соглашается на ненавистный брак. Но единственное свидание принесло свои плоды: ребёнка, которым Гриана втайне разрешилась, оставляют в лесу, где его подбирает и усыновляет добросердечный пасечник. Когда Пальмерину исполняется пятнадцать лет, он узнаёт, что он подкидыш, и видит во сне прекрасную девицу, которая приказывает ему оставить деревенское прозябание и искать более высокого удела. Пальмерин даёт обет верности и любви деве своего сновидения и тайно уходит из дома вместе с проезжим купцом, которого спас от смерти.
Пальмерин получает от купца коня и вооружение и уезжает к македонскому двору. Совершает здесь свой первый великий подвиг, поражая чудовищного змея и добывая воду из волшебного источника, без которой не исцелить престарелого македонского царя (Пальмеринова деда). Принимает рыцарское посвящение из рук отца, но оба не узнают друг друга.
Пальмерин продолжает поиски Полинарды (имя возлюбленной ему открыли феи источника) и находит её при германском дворе, она — дочь императора, и история её с Пальмерином любви повторяет историю родителей героя: вновь тайная связь, только на этот раз не осложнённая появлением потомства, и вновь одобренный августейшими родителями и нежеланный жених (французский принц). Ещё одну параллель к этому сюжету даёт история Тринео, брата Полинарды и друга Пальмерина. Вместе с Тринео, заочно влюбившимся в английскую принцессу, Пальмерин уезжает в Британию и устраивает бегство любовников. Случай разлучает беглецов. Пальмерина судьба забрасывает ко двору вавилонского султана, где он выдаёт себя за немого (так как не знает языка и боится, что в нём узнают христианина); Тринео попадает на зачарованный остров, вступив на который превращается в собаку; Агриола, его возлюбленная, отдана корсарами Великому Турку, который помещает её в свой гарем, но вынужден довольствоваться платоническими отношениями, так как честь Агриолы надёжно оберегает волшебное кольцо.
Отправившись в составе вавилонского флота под Константинополь, Пальмерин уводит свой корабль на Запад, плывёт в Германию и тайно видится с возлюбленной.
Тем временем Флорендос, измученный двадцатилетней разлукой, отправляется под видом паломника в Венгрию, находит способ увидеться с Грианой и, застигнутый во время свидания её мужем, убивает Тарисио. Флорендос и Гриана в узах отправлены в Константинополь, на императорский суд: их участь решает в поединке вовремя подоспевший Пальмерин. Промежуточный финал: герой воссоединяется с родителями, родители друг с другом, германский император согласен на брак дочери с Пальмерином.
Пальмерин вновь держит путь на Восток. Его корабль захвачен флотом турецкого султана. Доставленный к султану, Пальмерин выдаёт себя за брата Агриолы, которая продолжает пребывать в гареме на положении любимой, но номинальной жены. Один из спутников Пальмерина убивает Великого Турка, бегство, буря, корабль с беглецами пристаёт к зачарованному острову, и всех, ступивших на него, постигает участь Тринео — они обращаются в животных. Только Пальмерин сохраняет человеческий облик, так как феи источника даровали ему неуязвимость против любого колдовства. После долгого хождения по странам Востока Пальмерин снимает чары со всех своих товарищей. По возвращении в Константинополь настаёт время свершить все отложенные бракосочетания — свадьбы Пальмерина с Полинардой и Тринео с Агриолой венчают целую матримониальную пирамиду. Всеобщее умиротворение: одно слово Пальмерина, и французский король берёт обратно вызов, брошенный германскому императору за нарушение брачного обещания, английский король забывает обиду, причинённую ему бегством дочери, вавилонский султан оставляет планы мести. Под самый конец герою, взошедшему на константинопольский трон, возвестят, что в скором времени грядёт к его двору рыцарь, сильнейший, чем все ныне живущие (намёк на продолжение).

## Продолжения
Роман выдержал девять изданий в Испании до 1580 года, столько же во Франции с 1546 по 1619 годы, восемь изданий в Италии с 1544 по 1620 год, английский перевод вышел в 1588 году.
- Год спустя вослед «Пальмерину» явился «Прималеон», его прямой и законный отпрыск, сравнявшийся с родителем по популярности (девять изданий в Испании до 1598 г.).
- 1526 — цикл продолжил «Полиндо»,
- 1533 — «Платир» (сын Прималеона),
- ок. 1544 — две книги «Палмейрина Английского» (сына одного из героев «Прималеона»), роман, высоко оценённый Сервантесом.